# Pascal Monteilhet
Pour les articles homonymes, voir Monteilhet.
Pascal Monteilhet est un luthiste et théorbiste français, né le 31 janvier 1955 dans le 16e arrondissement de Paris et mort le 24 août 2022 aux Philippines.

## Biographie

### Carrière musicale
Né le 31 janvier 1955 à Paris, Pascal Monteilhet étudie la guitare classique dès l’âge de neuf ans puis se perfectionne au luth auprès d'Eugen M. Dombois et d'Hopkinson Smith à la Schola Cantorum de Bâle et devient en 1982 le premier luthiste français diplômé de cette institution,,,,,.
Après une interruption de carrière de 2 ans pour voyager dans le Pacifique (1983-1984), il joue avec les plus grands chefs baroques : Fabio Biondi, Christophe Coin, Gérard Lesne, Marc Minkowski, Philippe Pierlot et Christophe Rousset,,,,. Il est membre permanent de l'ensemble Il Seminario Musicale depuis sa création en 1985 par le contre-ténor Gérard Lesne,,,,,.
En 1995, Monteilhet crée son propre ensemble Les Libertins et, en 1996, il fonde l'ensemble Les Basses Réunies avec d'autres musiciens côtoyés précédemment au sein de l'ensemble Il Seminario Musicale (la claveciniste Blandine Rannou, le contrebassiste Richard Myron et Bruno Cocset à la basse de violon),,,,,,.
Pascal Monteilhet joue sur un théorbe réalisé par Mathias Durvie en 1978, copie d'un théorbe de 1638 du luthier vénitien Matteo Sellas,,.
Perfectionniste, il décide de subir une chirurgie de la pulpe des doigts afin d'obtenir un meilleur son avec son instrument,,,.
En 2005, après la sortie du disque consacré aux Suites pour théorbe de Robert de Visée, Pascal Monteilhet annonce que ce disque serait le dernier : il se retire alors de la vie musicale, vend plusieurs instruments et offre l'un de ses théorbes au théorbiste Benjamin Perrot,,,.
Pascal Monteilhet meurt le 24 août 2022 aux Philippines d'une crise cardiaque, à l'âge de 67 ans. Sa mort est annoncée par sa filleule, la chanteuse lyrique Jeanne Monteilhet,,,,,.

### Enseignement
Pascal Monteilhet a enseigné le luth depuis 1991 au CNR de Paris et depuis 1994 au Conservatoire national supérieur de musique et de danse de Paris,,,.

## Réception
Pour le claveciniste et chef d'orchestre Christophe Rousset, Pascal Monteilhet « était un grand excentrique, quelqu'un tout à fait hors normes, mais excentrique dans le sens qu'il n'était pas sur le centre, ce n'est pas du tout péjoratif. C'était surtout quelqu'un extrêmement doué au luth, et surtout en solo, c'était vraiment quelque chose d'assez bouleversant de l'écouter jouer ».

## Discographie sélective

### Enregistrements solo
- 1993 : Suites de danse de Robert de Visée (théorbe)
- 1993 : Pièces pour luth de Francois Dufaut (luth baroque)
- 1994 : Pièces pour luth de Jacques Gallot (luth baroque)
- 2000 : Suites pour violoncelle 1,2,3 de Jean-Sébastien Bach (théorbe)
- 2002 : Suites pour violoncelle  3,4,5 de Jean-Sébastien Bach (théorbe)
- 2003 : Qui comincia la intavolatura di chitarrone d'Alessandro Piccinini (théorbe)
- 2004 : Suites pour théorbe de Robert de Visée avec Amandine Beyer, Amélie Michel, Marianne Muller

### Avec Il Seminario Musicale
- 1987 : Musique sacrée pour contralto, cordes et basse continue d'Antonio Vivaldi (théorbe, luth baroque)
- 1993 : Office des Ténèbres de la Semaine Sainte de François Couperin (théorbe)
- 1993 : Leçons de Ténèbres, Office du Vendredi Saint de Marc-Antoine Charpentier (théorbe)
- 1994 : Motets d'Alessandro Scarlatti (théorbe)
- 1995 : Leçons de Ténèbres, Office du Mercredi Saint de Marc-Antoine Charpentier (théorbe)
- 1995 : Motets d'Alessandro Stradella (théorbe)

### Sous la direction de Sophie Watillon
- 2000 : "Pièces de viole - Pièces de Théorbe" de Nicolas Hotman (théorbe)